# Pierwszy proces oświęcimski

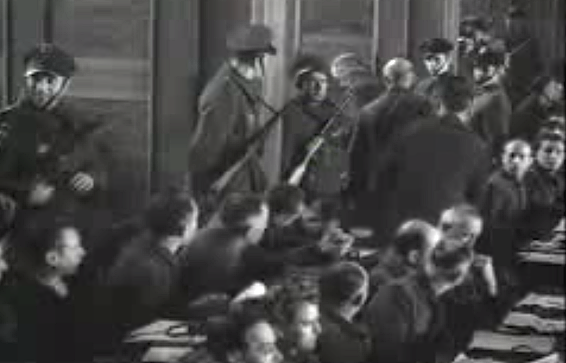
Ława oskarżonych

Pierwszy proces oświęcimski – proces sądowy w Krakowie przed polskim Najwyższym Trybunałem Narodowym w dniach 24 listopada – 22 grudnia 1947. Na ławie oskarżonych zasiadło 40 byłych członków załogi niemieckiego obozu zagłady Auschwitz-Birkenau.
Proces odbył się w specjalnie do tego przygotowanej sali Muzeum Narodowego w Krakowie (w której mieściło się 500 osób) i był równolegle tłumaczony na cztery języki. Akt oskarżenia obejmował przede wszystkim zarzuty dotyczące udziału oskarżonych w gazowaniu Żydów przywożonych z całej Europy na terenie obozu w Birkenau, dokonywania rozlicznych egzekucji i maltretowania więźniów oraz popełnienia innych okrucieństw na terenie obozu. Łączną liczbę ofiar obozu ocenia się na od około 1 100 000 do 1 500 000 (w ogromnej większości Żydów, ale także więźniów politycznych z Polski i innych krajów okupowanych, Romów oraz radzieckich jeńców wojennych).
Na ławie oskarżonych zasiedli między innymi: Arthur Liebehenschel (komendant obozu, następca Rudolfa Hössa), Max Grabner (szef obozowego Gestapo), Hans Aumeier (jeden z kierowników obozu i zastępców komendanta), Maria Mandl (kierowniczka obozu kobiecego w Brzezince), Karl Ernst Möckel (szef obozowej administracji) i Erich Muhsfeldt (kierownik krematoriów w Brzezince). Aumeier i Muhsfeldt zostali już wcześniej skazani za zbrodnie popełnione w obozach na terenie III Rzeszy, lecz Amerykanie postanowili przekazać ich Polsce, by odpowiedzieli także za zbrodnie, których dopuścili się w Auschwitz. W toku procesu trybunał uznał organizację obozów koncentracyjnych za organizację przestępczą.
W wyniku procesu 23 oskarżonych skazano na karę śmierci przez powieszenie (2 oskarżonym zamieniono ją następnie na dożywotnie pozbawienie wolności), 16 na karę pozbawienia wolności od dożywotniego pozbawienia wolności do 3 lat, a jednego oskarżonego uniewinniono. Wyroki śmierci wykonano 24 stycznia 1948 w więzieniu Montelupich w Krakowie.

W uzasadnieniu wyroku Najwyższy Trybunał Narodowy rozstrzygnął kwestię powołania się oskarżonych na rozkaz przełożonych (co miało znaczenie nie tylko dla tej sprawy) stwierdzając, iż:

Znęcanie się nad i tak nadmiernie udręczonymi więźniami dowodzi wielkiego zezwierzęcenia tych oskarżonych, którzy w wyniku przewodu sądowego zostali skazani na karę śmierci. To znęcanie się ze strony tych oskarżonych, którzy wszyscy brali mniejszy lub większy udział w zabijaniu więźniów, wskazuje też na to, że ci oskarżeni brali udział w tych zabójstwach z potrzeby wewnętrznej zabijania, a nie w wykonaniu rozkazu przełożonych. Gdyby bowiem nie odczuwali potrzeby zabijania, to albo okazywaliby więźniom współczucie, albo też byliby dla nich obojętni, lecz nie znęcaliby się nad nimi.

## Werdykt Najwyższego Trybunału Narodowego w pierwszym procesie oświęcimskim
| Oskarżony               | Stopień                | Funkcja                                    | Wyrok                                                                         |
| ----------------------- | ---------------------- | ------------------------------------------ | ----------------------------------------------------------------------------- |
| Arthur Liebehenschel    | SS-Obersturmbannführer | komendant obozu                            | śmierć przez powieszenie (wyrok wykonano)                                     |
| Hans Aumeier            | SS-Sturmbannführer     | Schutzhaftlagerführer                      | śmierć przez powieszenie (wyrok wykonano)                                     |
| Max Grabner             | SS-Untersturmführer    | szef obozowego Gestapo                     | śmierć przez powieszenie (wyrok wykonano)                                     |
| Karl Ernst Möckel       | SS-Obersturmbannführer | kierownik administracji obozowej           | śmierć przez powieszenie (wyrok wykonano)                                     |
| Maria Mandl             | SS-Oberaufseherin      | kierowniczka obozu kobiecego w Birkenau    | śmierć przez powieszenie (wyrok wykonano)                                     |
| Franz Xaver Kraus       | SS-Sturmbannführer     | oficer informacyjny                        | śmierć przez powieszenie (wyrok wykonano)                                     |
| Ludwig Plagge           | SS-Oberscharführer     | Rapportführer                              | śmierć przez powieszenie (wyrok wykonano)                                     |
| Fritz Buntrock          | SS-Unterscharführer    | Rapportführer                              | śmierć przez powieszenie (wyrok wykonano)                                     |
| Wilhelm Gerhard Gehring | SS-Hauptscharführer    | komendant podobozu                         | śmierć przez powieszenie (wyrok wykonano)                                     |
| Otto Lätsch             | SS-Unterscharführer    | zastępca komendanta podobozu               | śmierć przez powieszenie (wyrok wykonano)                                     |
| Heinrich Josten         | SS-Obersturmführer     | dowódca kompanii wartowniczej              | śmierć przez powieszenie (wyrok wykonano)                                     |
| Josef Kollmer           | SS-Obersturmführer     | dowódca kompanii wartowniczej              | śmierć przez powieszenie (wyrok wykonano)                                     |
| Erich Muhsfeldt         | SS-Oberscharführer     | kierownik krematoriów w Birkenau           | śmierć przez powieszenie (wyrok wykonano)                                     |
| Hermann Kirschner       | SS-Unterscharführer    | urzędnik administracji obozowej            | śmierć przez powieszenie (wyrok wykonano)                                     |
| Hans Schumacher         | SS-Unterscharführer    | kierownik obozowego magazynu żywnościowego | śmierć przez powieszenie (wyrok wykonano)                                     |
| August Bogusch          | SS-Scharführer         | urzędnik w kancelarii kierownika obozu     | śmierć przez powieszenie (wyrok wykonano)                                     |
| Therese Brandl          | SS-Aufseherin          | SS-Erstaufseherin                          | śmierć przez powieszenie (wyrok wykonano)                                     |
| Paul Szczurek           | SS-Unterscharführer    | Blockführer                                | śmierć przez powieszenie (wyrok wykonano)                                     |
| Paul Götze              | SS-Rottenführer        | Blockführer                                | śmierć przez powieszenie (wyrok wykonano)                                     |
| Herbert Paul Ludwig     | SS-Oberscharführer     | Blockführer                                | śmierć przez powieszenie (wyrok wykonano)                                     |
| Kurt Hugo Müller        | SS-Unterscharführer    | Blockführer                                | śmierć przez powieszenie (wyrok wykonano)                                     |
| Johann Paul Kremer      | SS-Obersturmführer     | lekarz obozowy                             | śmierć przez powieszenie (karę zamieniono na dożywotnie pozbawienie wolności) |
| Artur Breitwieser       | SS-Unterscharführer    | urzędnik administracji obozowej            | śmierć przez powieszenie (karę zamieniono na dożywotnie pozbawienie wolności) |
| Detleff Nebbe           | SS-Sturmscharführer    | sierżant kompanii wartowniczej             | dożywotnie pozbawienie wolności                                               |
| Karl Seufert            | SS-Hauptscharführer    | nadzorca w bloku więziennym                | dożywotnie pozbawienie wolności                                               |
| Hans Koch               | SS-Unterscharführer    | członek obozowej służby dezynfekcyjnej     | dożywotnie pozbawienie wolności                                               |
| Luise Danz              | SS-Aufseherin          | nadzorczyni                                | dożywotnie pozbawienie wolności                                               |
| Adolf Medefind          | SS-Unterscharführer    | strażnik                                   | dożywotnie pozbawienie wolności                                               |
| Anton Lechner           | SS-Rottenführer        | strażnik                                   | dożywotnie pozbawienie wolności                                               |
| Franz Romeikat          | SS-Unterscharführer    | urzędnik administracji obozowej            | 15 lat pozbawienia wolności                                                   |
| Hans Hoffmann           | SS-Rottenführer        | obozowe Gestapo                            | 15 lat pozbawienia wolności                                                   |
| Hildegard Lächert       | SS-Aufseherin          | nadzorczyni                                | 15 lat pozbawienia wolności                                                   |
| Alice Orlowski          | SS-Aufseherin          | nadzorczyni                                | 15 lat pozbawienia wolności                                                   |
| Johannes Weber          | SS-Sturmmann           | pracownik w kuchni obozowej                | 15 lat pozbawienia wolności                                                   |
| Alexander Bülow         | SS-Rottenführer        | strażnik                                   | 15 lat pozbawienia wolności                                                   |
| Eduard Lorenz           | SS-Unterscharführer    | strażnik                                   | 15 lat pozbawienia wolności                                                   |
| Richard Schröder        | SS-Unterscharführer    | urzędnik rachunkowy                        | 10 lat pozbawienia wolności                                                   |
| Erich Adam Dinges       | SS-Sturmmann           | szofer obozowy                             | 5 lat pozbawienia wolności                                                    |
| Karl Jeschke            | SS-Oberscharführer     | strażnik                                   | 3 lata pozbawienia wolności                                                   |
| Hans Münch              | SS-Untersturmführer    | lekarz w Instytucie Higieny SS             | uniewinniony                                                                  |

Drugi proces oświęcimski toczył się od 20 grudnia 1963 do 10 sierpnia 1965 przed zachodnioniemieckim sądem we Frankfurcie nad Menem.